# Lindsay Wagner
Pour les articles homonymes, voir Wagner.
Cet article possède un paronyme, voir Lynda Carter.
Lindsay Wagner est une actrice américaine née le 22 juin 1949 à Los Angeles (Californie).
Elle se fait connaître, dans les années 1970, grâce à son rôle de Jaimie Sommers dans la série télévisée Super Jaimie, pour laquelle elle remporte en 1977 l'Emmy de la meilleure actrice dans une série dramatique.

## Biographie

### Jeunesse et formation
Lindsay Jean Wagner est la fille de Marilyn Louise (née Thrasher), et de William Nowels Wagner. À sept ans, lorsque ses parents divorcent elle déménage avec sa mère à Eagle Rock, juste à côté de Pasadena, au nord-est de Los Angeles.
Elles déménagent ensuite à Portland dans l'Oregon, avec Ted Bell, le beau-père de Lindsay où celle-ci est inscrite au lycée David Douglas High School. Elle commence à jouer dans un certain nombre de pièces de théâtre. Elle étudie également à l'université d'Oregon, mais sa dyslexie l'oblige à abandonner les études au bout d'un an.

### Carrière

#### Débuts
À Los Angeles, Lindsay Wagner travaille en tant que mannequin souvent avec sa tante Linda Gray, la Sue Ellen Ewing de Dallas, alors mariée à son oncle Ed Thrasher, et apparaît pour la première fois dans le rôle d'une hôtesse dans une émission télévisée Playboy After Dark (1969-1970), avec Hugh Hefner.
En 1971, sa carrière d'actrice commence véritablement dans un épisode intitulé Million Dollar Buff de la série Auto-patrouille (Adam-12). Mais elle se fait réellement remarquer grâce à cinq différents rôles dans la série Docteur Marcus Welby (Marcus Welby, M.D.) qui durera jusqu'en 1975. Entre-temps, en 1973, elle décroche d'autres rôles secondaires dans des films comme Two People et La Chasse aux diplômes, ainsi que dans la série 200 dollars plus les frais (The Rockford Files) en 1975.

#### L'homme qui valait 3 milliardsetSuper Jaimie

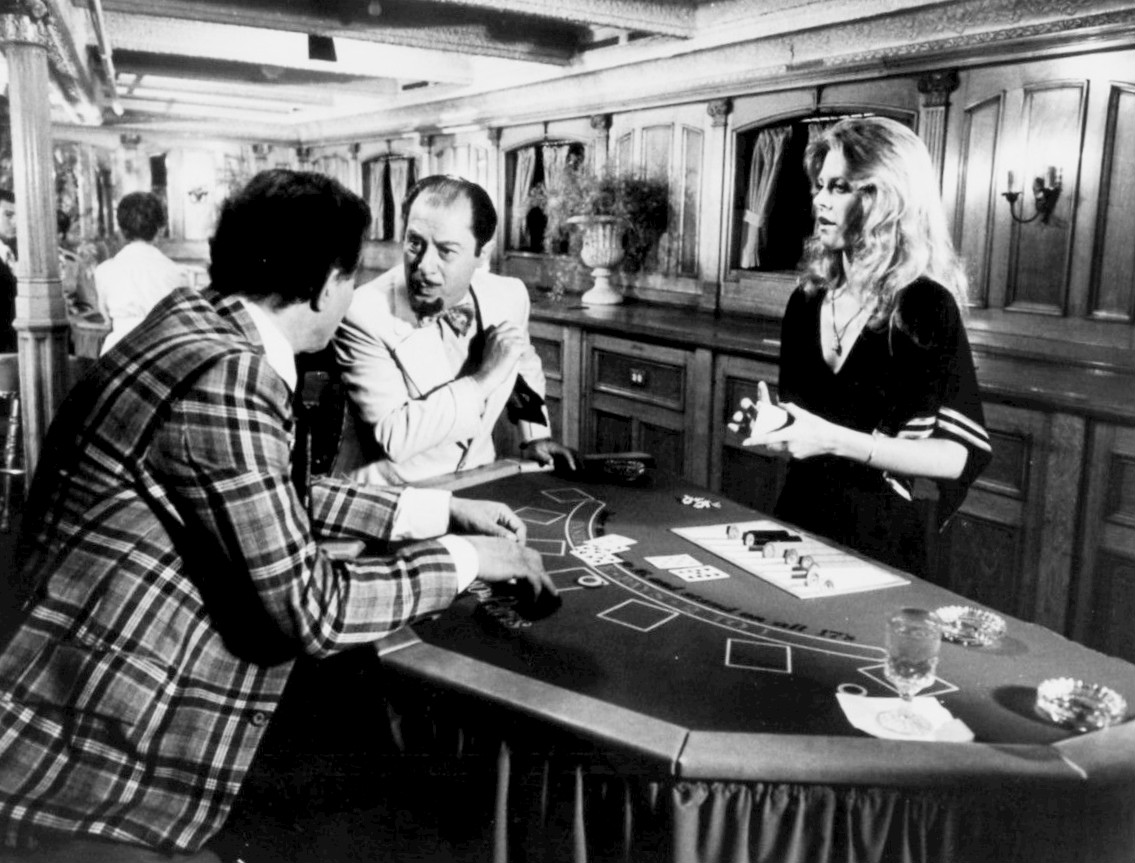
Lindsay Wagner lors d'un épisode de Super Jaimie en 1976.

En 1975, Lindsay Wagner apparait pour la première fois sous les traits de Jaimie Sommers, ancienne professionnelle de tennis et ex-petite-amie de Steve Austin dans L'Homme qui valait trois milliards (The Six Million Dollar Man). Dans les épisodes 19 et 20 (La femme bionique) de la seconde saison, Jaimie Sommers est gravement blessée dans un accident de saut en parachute. À la demande de Steve Austin, elle est à son tour opérée afin de pouvoir bénéficier de plusieurs implants bioniques (un bras, une oreille et deux jambes). Malheureusement, à la suite de complications, elle finit par succomber. Néanmoins, elle réapparaît dans les épisodes 1 et 2 de la troisième saison (Le retour de la femme bionique) où l'on découvre qu'elle est amnésique et vivante. 
En 1976, Jaimie finit par intégrer sa propre série télévisée, Super Jaimie (The Bionic Woman), qui dure 3 saisons et 58 épisodes. Ce sera le plus grand rôle de Lindsay à la télévision et aussi le dernier sous contrat avec Universal Studios.

### Vie privée
Après avoir vécu avec le capitaine Daniel M. Yoder jusqu'à son départ au Vietnam, Lindsay Wagner a été mariée et divorcée quatre fois : au producteur de musique Allan Rider (1971-1973) ; à l'acteur Michael Brandon (1976-1979) ; au cascadeur  Henry Kingi (1981-1984) — qu'elle a rencontré sur le tournage de Super Jaimie et avec qui elle a eu deux fils Dorian (né en 1982) et Alex (en 1986 ?) ; et enfin au producteur de télévision Lawrence Mortorff (1990–1993).

## Filmographie sélective

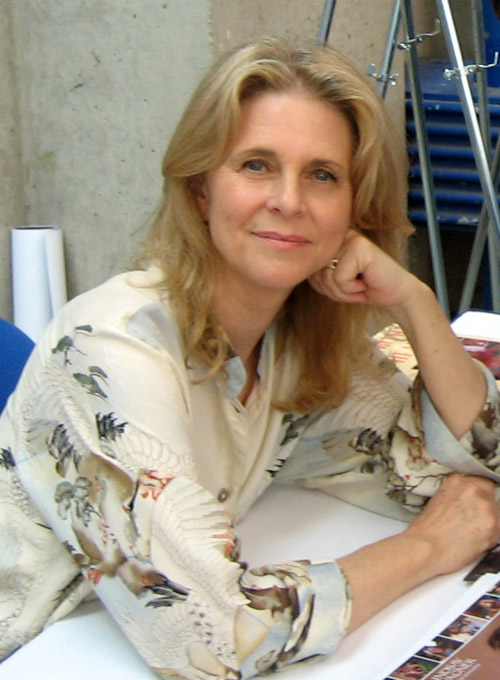
Lindsay Wagner en 2008.

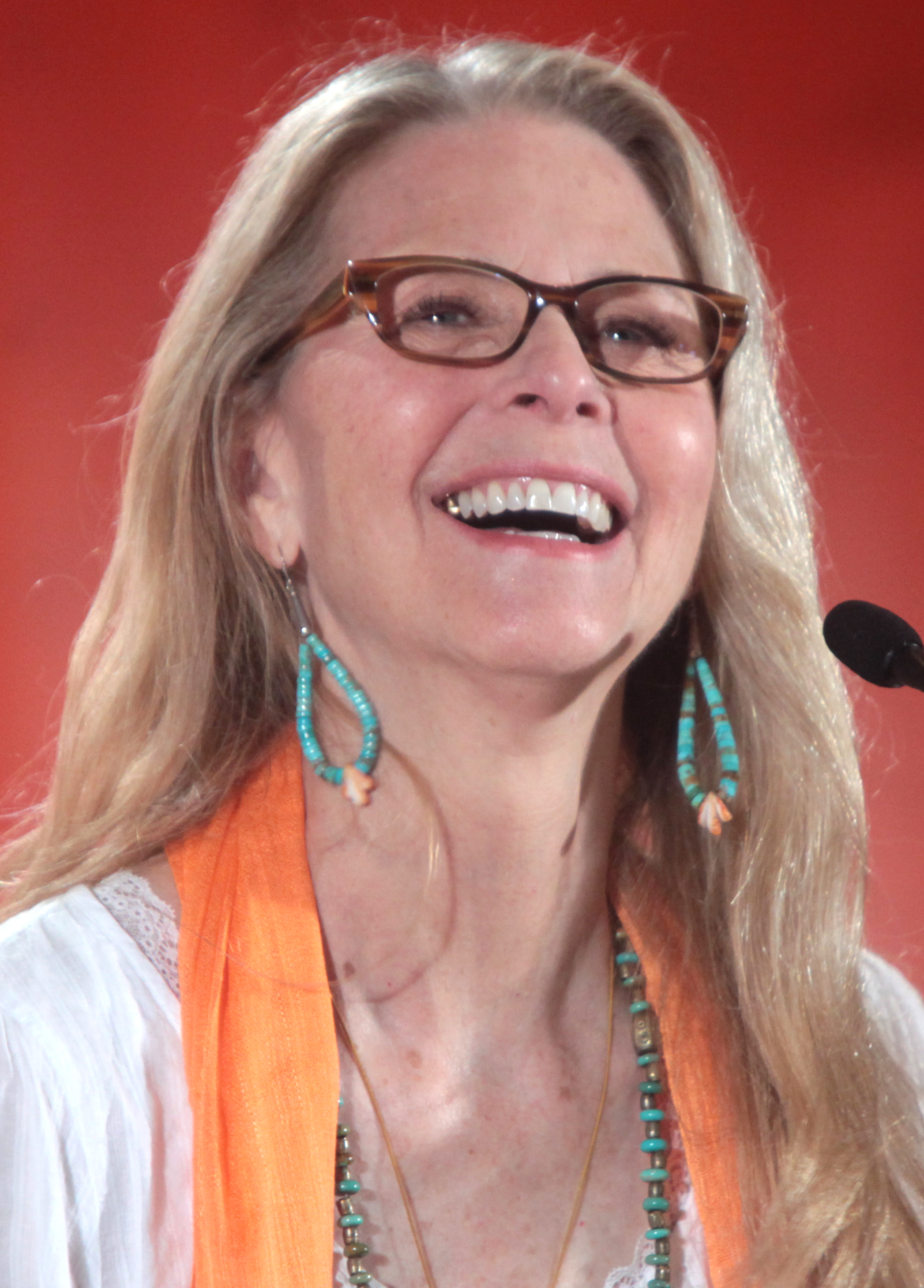
Lindsay Wagner en 2016.

### Cinéma

#### Longs métrages
- 1973 : La Chasse aux diplômes de James Bridges : Susan Fields
- 1973 : Brève rencontre à Paris de Robert Wise : Deirdre McCluskey
- 1976 : Second Wind de Donald Shebib : Linda
- 1981 : Les Faucons de la nuit de Bruce Malmuth : Irene
- 1981 : Les Risques de l'aventure (High Risk) de Stewart Raffill : Olivia
- 1985 : Martin's Day de Alan Gibson : Dr Mennen
- 1991 : Ricochet de Russell Mulcahy : D.A. Priscilla Brimlegh
- 1998 : Frog and Wombat de Laurie Agard : Sydney Parker
- 2002 : A Light in the Forest de John Carl Buechler : Penelope Audrey
- 2005 : Buckaroo: The Movie de James A. Brooks : Ms. Ainsley
- 2006 : The Surfer King de Bernard Murray Jr. : Connie Zirpollo
- 2008 : Billy: The Early Years de Robby Benson : Morrow Graham
- 2018 : Samson de Bruce Macdonald : Zealphonis

### Télévision

#### Téléfilms
- 1979 : La Robe blanche de Pamela (The Two Worlds of Jennie Logan) de Frank De Felitta : Jennie Logan
- 1983 : Condamnation sans appel (I Want to Live!) de David Lowell Rich : Barbara Graham
- 1983 : Princesse Daisy (Princess Daisy) de Waris Hussein : Francesca
- 1985 : Les Amours de Claire (en) (The Other Lover) de Robert Ellis Miller : Clair
- 1987 : Le Passé évanoui (Stranger in My Bed) de Larry Elikann : Beverly Slater
- 1987 : Mission bionique de Ray Austin : Jaimie Sommers
- 1987 : Student Exchange de Mollie Miller : la directrice
- 1989 : L'Espion bionique d'Alan J. Levi : Jaimie Sommers
- 1989 : Retour de l'au-delà (From the Dead of Night) de Paul Wendkos : Joanna
- 1990 : L'homme que je croyais épouser (Shattered Dreams) de Robert Iscove : Charlotte Fedders
- 1994 : Mariage bionique (Bionic Ever After?) de Steve Stafford : Jaimie Sommers
- 1994 : Il était une fois l'amour (Once in a Lifetime) : Daphné
- 1995 : Ma fille en danger (Fighting for My Daughter) de Peter Levin : Kate Kerner
- 1996 : Le Prix du silence ( Sins of Silence) de Sam Pillsbury : Molly McKinley
- 1996 : L'homme qui nous a trahies (A Mother's instinct) de Sam Pillsbury : Raeanne Gilbaine
- 1997 : Une seconde chance (The Second Chance) de Mel Damski : Barbara Colvin
- 2005 : Pour une autre vie (Thicker Than Water) de David S. Cass Sr. : Jessie Mae Jarrett
- 2006 : Femmes d'exception (Four Extraordinary Women) de Gail Harvey : Anne
- 2013 : La Maison des souvenirs (The Thanksgiving House) de Kevin Connor : Abagail
- 2016 : Trouver l'amour à Valentine (Love finds you in Valentine) de Terry Cunningham : June Sterling
- 2016 : Romance à l'hôtel (Change of Heart) de Stephen Bridgewater : Helen, la propriétaire de l'hôtel
- 2017 : Un refuge pour l'amour (Eat, Play, Love) de Christie Will Wolf : Rita Gilbert
- 2018 : Un fiancé à louer pour Noël (Mingle all the way) d'Allan Harmon : Veronica Hoffman
- 2019 :  Noël dans la prairie (Christmas on the range) de Gary Wheeler : Lillian McCree

#### Séries télévisées
- 1974-1975 : 200 dollars plus les frais : Sara Butler (2 épisodes)
- 1975-1976 : L'Homme qui valait trois milliards : Jaimie Sommers (9 épisodes)
- 1976-1978 : Super Jaimie : Jaimie Sommers (58 épisodes)
- 1980 : Scrupules (3 épisodes)
- 1983 : L'Homme qui tombe à pic : Mary Connors (saison 3, épisode 1, L'Île du diable)
- 1984 : Jessie : docteur Jessie Hayden (11 épisodes)
- 1989-1995 : A Peaceable Kingdom : Rebecca Cafferty (12 épisodes)
- 2010 : Warehouse 13 : docteur Vanessa Calder (6 épisodes)
- 2011 : Alphas, épisode La Pierre de rosette : docteur Vanessa Calder
- 2015 : NCIS : Enquêtes spéciales, épisode Le Don de soi : Barbara Bishop
- 2018 : Grey's Anatomy : Helen Karev (4 épisodes)
- 2018 : La Fête à la maison : 20 ans après : Millie (saison 4, épisode 6, La Sortie des drôles de dames)
- 2022 : Blood & Treasure : Dani Kowalski (saison 2, épisode 7, « Les Corbeaux de Shangri-La »)

## Jeu vidéo
- 2019 : Death Stranding : Bridget (scan et voix) et Amélie (scan)